# كرزيستوف باولاك
كرزيستوف باولاك (بالبولندية: Krzysztof Pawlak)‏ (12 فبراير 1958 بولندا - ) هو لاعب كرة قدم بولندي، يلعب كمدافع، لعب 358 مباراة وسجل 19 هدف، شارك في كأس العالم 1986.

## مسيرته

### مسيرته مع المنتخبات الوطنية
- 1983 - 1987 لعب مع منتخب بولندا لكرة القدم 31 مباراة سجل خلالها هدف.

### مسيرته مع الأندية
- 1979 - 1980 لعب مع وارتا بوزنان 18 مباراة.
- 1980 - 1987 لعب مع لخ بوزنان 232 مباراة سجل خلالها 15 هدف.
- 1988 - 1988 لعب مع نادي لوكيرين 18 مباراة سجل خلالها هدفين.
- 1988 - 1992 لعب مع نادي تريليبورج [الإنجليزية]‏ 59 مباراة سجل خلالها هدف.

## روابط خارجية
- كرزيستوف باولاك على موقع قاعدة بيانات كرة القدم.إي يو (الإنجليزية)
- كرزيستوف باولاك على موقع ناشيونال فوتبول تيمز (الإنجليزية)